# Министерство на младежта и спорта на България
Министерство на младежта и спорта (ММС) е българска държавна институция с ранг на министерство, която отговаря за държавните и обществените спортни организации в страната, както и провеждането на проправителствена пропаганда и военна подготовка сред децата и младежите.
Сградата на ММС (известна като Спортната палата) се намира на бул. „Васил Левски“ на кръстовището с ул. „Гурко“.

## История
Върховният комитет за физическа култура и спорт е създаден през декември 1947 г. като подчинено на Министерския съвет учреждение. Той има за цел да ръководи държавните и обществените спортни организации в страната, както и да провежда проправителствена пропаганда и военна подготовка сред децата и младежите. В ръководството му участват със свои представители няколко министерства и казионни обществени организации.
През 1968 г. комитетът е преобразуван в Комитет за младежта и спорта (КМС), като до 1971 г. има ранг на министерство. Негов председател по право е първият секретар на Централния комитет на Димитровския комунистически младежки съюз. КМС е закрит през 1976 г.
В 85-ото правителство министерството е възстановено с министър Васил Иванов-Лучано, както и в 87-ото правителство с министър Свилен Нейков.

## Функции
ММС изготвя национални стратегии, национални и годишни програми за развитие на младежта и спорта. То осъществява надзор върху дейността на спортните организации за спазването на Закона за младежта и спорта. Съвместно със спортните федерации и с Българския олимпийски комитет министерството осъществява финансирането на програма за подготовка и участие на българските спортисти на олимпийски игри. България е домакин на множество престижни турнири, европейски и световни първенства по различни видове спорт.
От името на държавата министерството периодично стимулира с различни награди спортисти, спортни специалисти и деятели, както и млади таланти в различни сфери на обществения живот. Особено внимание се отделя на развитието на спорта в училище и спорта в свободното време на децата и младежите, като една от най-добрите алтернативи на престъпността и наркоманиите. Министерството подпомага координацията и провеждането на Ученическите и Общостудентските игри и състезания, както и други младежки спортни дейности.
Приоритет в дейността на министерството са превенцията и контрола върху употребата на допинг в спорта, както и борбата против насилието и хулиганските прояви в спорта.
Министерството управлява спортните обекти и съоръжения държавна собственост, предоставени на ММС от Министерския съвет и формира стратегията за развитието на материално-техническата база за физическо възпитание, спорт и социален туризъм.
Министерството поддържа:
- Публичен регистър на спортните обекти и обектите за социален туризъм, информационен масив за обществено ползване, съставен от документи на хартиен носител и електронна база данни, който съдържа формите на собственост, вида и функционалното предназначение на спортните обекти и обектите за социален туризъм в страната
- Национален регистър на спортните организации - информационен масив, съставен от документи на хартиен носител и електронна база данни, които съдържат основните характеристики на спортните организации в Република България

## Политика
Министерство на младежта и спорта провежда единната държавна политика в областта на младежта, спорта и социалния туризъм.

## Структура
Към 12 септември 2015 г. министерството има следната структура:
- Инспекторат
- Звено за вътрешен одит
- Служител по сигурността на информацията
- Обща администрация
  - Дирекция „ПРАВНО И АДМИНИСТРАТИВНО ОСИГУРЯВАНЕ“
  - Дирекция „"ФИНАНСИ"“
  - Дирекция „Връзки с обществеността и протокол“
- Специализирана администрация
  - Дирекция „МЛАДЕЖКИ ПОЛИТИКИ“
  - Дирекция „ИНВЕСТИЦИОННА ПОЛИТИКА И ОБЩЕСТВЕНИ ПОРЪЧКИ“
  - Главна дирекция „Спорт за учащи и спорт в свободното време“
  - Дирекция „Научно и медицинско осигуряване“
  - Дирекция „Спорт за високи постижения“
  - Дирекция „ЕВРОПЕЙСКИ ПРОГРАМИ, ПРОЕКТИ И МЕЖДУНАРОДНО СЪТРУДНИЧЕСТВО“

## Ръководство
Към 16 януари 2025 г. министерството има следното ръководство:
- Министър: Иван Пешев